# Higinio Marín
Higinio Marín Escavy (ur. 19 października 1993 w Calasparra) – hiszpański piłkarz, występujący na pozycji napastnika. Zawodnik Albacete Balompié.

## Życiorys
Wychowanek Realu Murcia. Seniorską karierę rozpoczynał w 2011 roku w rezerwach tego klubu, w których występował do 2014 roku. 15 września 2012 roku wystąpił również w jednym meczu ligowy w pierwszej drużynie Murcii, rozgrywając trzy minuty w zremisowanym 2:2 spotkaniu z CD Mirandés. W lipcu 2014 roku został na zasadzie wolnego transferu pozyskany przez Cultural y Deportiva Leonesa. Higinio Marín nie wystąpił jednak w żadnym oficjalnym meczu klubu i 1 września przeszedł do La Hoya Lorca. W sezonie 2014/2015 zdobył trzy gole w 24 spotkaniach Segunda División B. Po zakończeniu sezonu przeszedł do UCAM Murcia, gdzie rozegrał pięć meczów i po zakończeniu rundy jesiennej ponownie zmienił pracodawcę, zasilając skład rezerw Realu Valladolid. Przez półtora roku zdobył dla rezerw 18 goli w 45 spotkaniach. W 2017 roku przeszedł do CD Numancia. W Numancii występował przez trzy sezony jako podstawowy napastnik, zdobywając łącznie 18 goli w Segunda División.
W 2020 roku przeszedł do Łudogorca Razgrad. W PPF lidze zadebiutował 14 sierpnia w wygranym 3:0 spotkaniu ze Sławią Sofia. Na początku sezonu 2020/2021 grał regularnie w składzie, zdobywając w ośmiu meczach cztery gole. Pod koniec października doznał złamania kości piszczelowej i strzałki, co wykluczyło go z gry do końca sezonu. Mimo to został w tamtym sezonie mistrzem Bułgarii. Kontuzję wyleczył latem 2021 roku i wrócił do gry w sierpniu. W lutym 2022 roku został wypożyczony do końca sezonu do Górnika Zabrze. Po sezonie w Polsce, wrócił do Bułgarii.

## Statystyki ligowe
| Sezon         | Klub                         | Liga               | Mecze | Gole |
| ------------- | ---------------------------- | ------------------ | ----- | ---- |
| 2011/2012     | Real Murcia CF B             | Tercera División   | 1     | 0    |
| 2012/2013 (j) | Real Murcia CF               | Segunda División   | 1     | 0    |
| 2012/2013     | Real Murcia CF B             | Tercera División   | 31    | 4    |
| 2013/2014     | Real Murcia CF B             | Tercera División   | 10    | 5    |
| 2014/2015 (j) | Cultural y Deportiva Leonesa | Segunda División B | 0     | 0    |
| 2014/2015     | La Hoya Lorca CF             | Segunda División B | 24    | 3    |
| 2015/2016 (j) | UCAM Murcia CF               | Segunda División B | 5     | 0    |
| 2015/2016 (w) | Real Valladolid CF B         | Segunda División B | 14    | 5    |
| 2016/2017     | Real Valladolid CF B         | Segunda División B | 31    | 13   |
| 2017/2018     | CD Numancia                  | Segunda División   | 25    | 6    |
| 2018/2019     | CD Numancia                  | Segunda División   | 28    | 2    |
| 2019/2020     | CD Numancia                  | Segunda División   | 28    | 2    |
| 2020/2021     | Łudogorec Razgrad            | PPF liga           | 8     | 4    |
| 2021/2022     | Łudogorec Razgrad            | PPF liga           | 10    | 0    |
| 2021/2022 (w) | Górnik Zabrze                | Ekstraklasa        | 7     | 3    |
| 2022/2023     | Łudogorec Razgrad            | PPF liga           | 0     | 0    |